# Roger Finjord
Roger Finjord (* 8. Oktober 1972) ist ein norwegischer Fußballtrainer. Von 2015 bis 2016 war er Cheftrainer der norwegischen Fußballnationalmannschaft der Frauen, deren Co-Trainer er zuvor war. Als Vereinstrainer führte er Stabæk Fotball 2010 zum norwegischen Meistertitel.

## Karriere
Finjord wurde im Dezember 2009 Trainer der Frauenmannschaft von Stabæk FK. Gleich in seiner ersten Saison führte er den Verein 2010 zur Meisterschaft. Stabæk  war damit für die erste Runde der UEFA Women’s Champions League 2011/12 qualifiziert, scheiterte aber nach einem 1:0-Heimsieg durch ein 1:4 im Rückspiel am späteren Finalisten 1. FFC Frankfurt. 2012 wurde er Mitglied des Trainerstabes der norwegischen Frauennationalmannschaft und war ab 2013 Co-Trainer von Even Pellerud, der im Dezember zum zweiten Mal norwegischer Frauennationaltrainer geworden war. Nachdem die Norwegerinnen bei der WM 2015 im Achtelfinale an England gescheitert waren und damit die direkte Qualifikation für die Olympischen Spiele 2016 verpasst hatten, trat Pellerud zurück und Finjord wurde sein Nachfolger. Finjord setzte beim ersten Länderspiel unter seiner Leitung am 17. September 2015 auf die bereits unter Pellerud eingesetzten Spielerinnen, lediglich June Renate Pedersen wurde in der zweiten Halbzeit zu ihrem Länderspieldebüt eingewechselt. Zwar wurden die ersten vier Spiele, darunter zwei in der Qualifikation für die EM 2017, ohne Gegentor gewonnen (3× 4:0 und 1× 6:0), im Qualifikationsturnier um den letzten europäischen Startplatz bei den Olympischen Spielen belegten die Norwegerinnen aber nur den letzten Platz. Am 7. Juni 2016 konnte sich seine Mannschaft allerdings vorzeitig für die EM 2017 qualifizieren. Nach dem Ende der Qualifikation teilte er mit, dass er zeitlich andere Prioritäten setze und seinen Kontrakt nicht verlängern wolle.

## Erfolge
- 2010 – Norwegischer Meister mit Stabæk FK